# Махмуд, Фатыма Абдель
Фатыма Абдель Махмуд (1945, Омдурман, Судан ― 22 июля 2018, Лондон, Великобритания) ― суданский политик, одна из лидеров Суданского социалистического демократического союза. В 1973 году стала первой женщиной в Судане, которая была назначена на пост министра (была министром здравоохранения и социальных дел). В апреле 2010 года приняла участие во всеобщих выборах в Судане и стала первой женщиной-кандидатом в президенты в стране.

## Биография

### Ранняя жизнь и парламентская карьера
Абдель Махмуд родилась в 1945 году. В 1960-х годах изучала медицину в Москве в Университете дружбы народов и получила квалификацию врача-педиатра. В 1973 году она была назначена заместителем министра молодежи, спорта и социальным вопросам. Это назначение, наряду со вступлением Саеды Нафис Ахмед Аль-Амин в политбюро Суданского социалистического союза, стало беспрецедентным для Судана, особенно учитывая уровень женской грамотности в стране, который равнялся в тот момент 10%. Также в течение десяти лет была членом парламента.

### Кандидат на пост президента
В апреле 2010 года в Судане были проведены первые выборы на основе состязательности в стране с 1986 года (т. е. в них приняли участие кандидаты от оппозиционных партий). Абдель Махмуд подала заявление на регистрацию себя в качестве кандидата в президенты наряду с двумя другими претендентами, однако в январе 2010 её заявление было отклонено Суданской национальной избирательной комиссией, которая утверждала, что на поданных ею списках подписей отсутствуют необходимые штампы. Абдель Махмуд и её сторонники протестовали данное решение, которое они охарактеризовали как «заговор против женщин», и её кандидатура была принята вновь незадолго перед выборами.
Многие оппозиционные партии в конечном счёте, бойкотировали голосование, заявив, что выборы будут сфальсифицированы в пользу действующего президента Омара Аль-Башира. Аль-Башир одержал решительную победу. Результаты показали, что Абдель Махмуд набрала 0,3% от общего числа голосов. Впоследствии она приняла участие в выборах 2015 года, где она заняла третье место, а её партия не получила ни одного места в Национальном собрании.

### Прочая деятельность
Махмуд занимала пост представителя женщин в науке и технологии в ЮНЕСКО.

### Смерть
Умерла 22 июля 2018 года в Лондоне на 74 году жизни.